# Ногайский бий
Ногайский бий — титул правителя (бия) Ногайской Орды, а впоследствии Больших Ногаев.

## Правители Ногайской Орды
- Эдигу-бий, сын Балтычак-бека, бий 1392—1412, ум.1419
- Нураддин, сын Эдигу-бия, бий 1412—1419
- Мансур-бий, сын Эдигу-бия, бий 1419—1427
- Гази-бий, сын Эдигу-бия, бий 1427—1428
- Ваккас-бий, сын Нур ад-Дин Батыр-бия, бий 1428—1447
- Хорезми-бий, сын Ваккас-бия, бий 1447—1473
- Аббас-бий, сын Нур ад-Дин Батыр-бия, бий 1473—1491
- Муса-бий, сын Ваккас-бия, бий 1491—1502
- Йагмурчи-бий, сын Ваккас-бия, бий 1502—1504
- Хасан-бий, сын Ваккас-бия, бий 1504—1508
- Шейх Мухаммад-бий, сын Мусы-бия, бий 1508—1510, 1516—1519
- Алчагир-бий, сын Мусы-бия, бий 1508—1516
- Агиш-бий, сын Йагмурчи-бия, бий 1521—1524
- Сайид Ахмад-бий, сын Мусы-бия, бий 1524—1541
- Хаджи Мухаммад-мирза, сын Мусы-бия, нурадин 1537—1541
- Шейх-Мамай-бий, сын Мусы-бия, кековат 1537—1541, бий 1541—1549
- Юсуф-бий, сын Мусы-бия, бий 1549—1554, ум.1556
- Исмаил-бий, сын Мусы-бия, бий 1557—1563

## ПравителиБольшой Ногайской Орды
- Тинехмат-бий, сын Исмаил-бия, бий 1563—1578
- Урус-бий, сын Исмаил-бия, нурадин 1563—1578, бий 1578—1590
- Динбай-мирза, сын Исмаил-бия, нурадин 1578—1584
- Саид Ахмад-мирза, сын Мухаммад-мирзы, нурадин 1584—1587
- Ураз Мухаммад-бий, сын Дин Ахмад-бия, тайбуга[уточнить] 1584—1590, бий 1590—1598
- Дин Мухаммад-бий, сын Дин Ахмад-бия, нурадин 1590—1598, бий 1598—1600
- Иштерек-бий, сын Дин Ахмад-бия, нурадин 1598—1600,  бий 1600—1619 первые столкновения с калмыками[уточнить]
- Кучук-мирза, сын Дин Ахмад-бия, нурадин 1600—1604
- Йаш Тарак-мирза, сын Кучук-мирзы, кековат 1600—1619
- Шай Тарак-мирза, сын Кучук-мирзы, нурадин 1604—1619
- Каракель Мухаммад-мирза, сын Ураз Мухаммад-бия, тайбуга[уточнить] 1604—1622, нурадин 1622—1631
- Канай-бий, сын Динбай-мирзы, бий 1622—1634

## Отколовшиеся орды

### ПравителиМансуровой Орды[источник не указан 3865 дней]
- Мансур-бий, сын Эдигу-бия, Ногайский бий и 1 бий Мансуровой Орды : 1419—1427
- Дин Суфи-бий, сын Мансур-бия, бий : 1427—1440
- Тимур-бий, сын Мансур-бия, бий : 1440—1486
- Джан Кувват-бий, сын Дин Суфи-бия, бий : 1486—1490
- Хаджи Ахмад-бий, сын Дин Суфи-бия, бий : 1490—1505
- Таваккул-бий, сын Тимур-бия, бий : 1505—1532
- Баки-бий, сын Хасан-мирзы, внук Тимур-бия, бий : 1532—1535, 1540—1542
- Ходжа Ахмад-бий, сын Хасан-мирзы, бий : 1535—1540
- Дивей-бий, сын Хасан-мирзы, бий : 1542—1573
- Есеней (Хасан), сын Дивей-бия, бий : 1573—1588
- Арсланай-бий (Араслан Дивей), сын Дивей-бия, бий : 1588—1595
- Мухаммед-бий, сын Арсланай-бия, бий : 1595—1615
- СулюмМухаммад-бий, сын Арсланай-бия, бий : 1615—1635
- Арслан-Шах, сын Есенея, бий : 1635—1650

### ПравителиАлтыульской Орды
- Касым-бий, сын Шейх Мамай-бия, кековат 1541—1549, бий 1549—1555

### ПравителиМалой Ногайской Орды
- Казый (мурза), сын Урак-мирзы, мирза 1554—1569, бий 1569—1576
- Йахшисаад-бий, сын Мамай-мирзы, бий 1576—1590
- Баран Гази-бий, сын Саид Ахмад-мирзы, бий 1600—1621
- Касим-бий, сын Ислам-мирзы, бий 1621—1639